# Circonvoluzione frontale mediale
La circonvoluzione frontale mediale è la continuazione, sulla faccia mediale dell'emisfero, della circonvoluzione frontale superiore, situata immediatamente al di sopra del solco frontale superiore. La porzione della superficie laterale dell'emisfero è di solito più o meno completamente suddivisa in una parte superiore e una parte inferiore dalla presenza di un solco antero-posteriore, il solco paramediano, che, tuttavia, è spesso interrotto da circonvoluzioni a ponte.
Ci sono alcune evidenze che questa struttura svolga un ruolo nei meccanismi di tipo esecutivo.
In uno studio del 2012 è stato evidenziato come la pseudoipoacusia, un disturbo somatoforme caratterizzato da perdita di udito in assenza di segni clinici, audiometrici o di potenziali evocati (in inglese auditory brainsistem response - ABR), nell'infanzia e nell'adolescenza, possa essere associato ad un aumento di volume della materia grigia nella circonvoluzione frontale mediale e nella circonvoluzione temporale superiore.